# Somtum
Somtum (thajsky: ส้มตำ) je thajský film o bojových uměních z roku 2008 

## Děj
Nathan Jones je turista ve městě Pattayi. Během cestování je zdrogován a okraden. Spřátelí se s ním dvě mladé dívky, z nichž jedna je mistryní muay thai. Odvedou ho do jejich rodinné restaurace, kde ho nakrmí pikantním jídlem som tam. On následně zešílí a zničí celou restauraci. Přísahá, že sežene peníze na její opravu.

## Obsazení
- Nathan Jones jako Barney Emerald
- Sasisa Jindamanee jako Dokya
- Nawarat Techarathanaprasert jako Katen
- Dan Chupong jako poručík Pong
- Kessarin Ektawatkul jako prodejce papáji
- Conan Stevens jako Jojo
- Philip Hersh jako sportovní hlasatel (hlas)
- Chatchapol Kulsiriwutichai jako člen gangu podvodníků s pasy
- Sarawut Komsorn jako člen gangu podvodníků s pasy
- Tanavit Wongsuwan jako člen gangu podvodníků s pasy